# Кунг-фу жеребец
«Кунг-фу жеребец» (кит.: 龙马精神) — китайский фильм 2023 года режиссёра Ларри Яна.

## Сюжет
Лао Луо — знаменитый каскадёр и мастер боевых искусств, работающий со своим Рыжим зайцем, лошадью-каскадером-уродцем, которую он спас от эвтаназии, выходил и натренировал для трюков. После получения травмы и перерыва в работе он накапливает небольшие долги. Кредиторы подают на банкротство. Лао Луо обращается за юридической помощью к своей дочери Сяо Бао, студентке юрфака. Но кредиторы, понимая, что проиграют суд, уже не хотят решать спор в правовом поле и нанимают выбивателей долгов, чтобы отнять Рыжего зайца. 

## В ролях
- Джеки Чан — Лао Луо, каскадёр, хозяин каскадерской лошади по кличке Рыжий Заяц
- Лю Хаоцюнь — Сяо Бао, дочь Лао Луо, студентка юрфака
- Го Цилинь — Найхуа, бойфренд Сяо Бао, студент юрфака
- Юй Жунгуан — Хэ Синь, директор компании, который жаждет заполучить лошадь Лао Ло
- Сяо Шэньян — Ли Ян, юрист работающий на Хэ Синя
- Энди Он — Дамага, бандит работающий на сборщиков долгов
- Юй Син — Юаньцзе, каскадёр, ученик Лао Ло
- Джои Юн — Инцзы, каскадёрша, ученица Лао Луо
- Юй Айлэй — Сямао, муж Инцзы

## Прокат
Премьера состоялась 7 апреля 2023 года, в мировом кинопрокате фильм собрал $36 258 730, в том числе сборы в США составили $128 950, сборы в России, где фильм посмотрели 129 тыс. зрителей, составили $485 415.

## Награды
- 2023 — Chinese American Film Festival — Гран-при и Приз за лучший сценарий.

## Рецензии
- Только мы с конём. Старый Джеки Чан и его боевой «Кунг-фу жеребец» // Аргументы и факты, 3 мая 2023
- «Кунг-фу жеребец»: прыгнуть легко, сложно приземлиться // Журнал «Идель», 16 мая 2023